# Sionskameren
De Sionskameren is een deels bewaard gebleven hofje in de Nederlandse stad Utrecht. Het hofje is vanuit de middeleeuwen gelegen aan de Nieuwegracht/ A.B.C.-straat.

## Geschiedenis
De Sionskameren zijn in de 15e eeuw gebouwd aan de Nieuwegracht en ze werden beheerd door het Bartholomeïgasthuis. Claes Govertzoon Cas heette de stichter van de Sionskameren en hij was schoenmaker en "ridder Gods van Jeruzalem", waardoor dit hofje deze naam kreeg. In eerste instantie bestond dit hofje uit vijftien in een rij gebouwde woningen, waarvoor hij had bepaald dat de huisjes de namen moesten dragen van respectievelijk de Triniteit, Jesus, Maria en de Twaalf apostelen, ende selt elck voor zijn deur gescreven staen. De vrijwoningen waren bestemd voor bewoners die minstens 50 jaar oud waren. Per woning mocht het plaats bieden aan een man, een vrouw, of een echtpaar. Deze zeer eenvoudige huisjes waren voorzien van een enkele kamer met daarboven een zolder. Onderling deelden ze een houten scheidingswand op de plek waar geen tussenmuur met schoorsteen zat.
Drie huisjes zijn in de 17e eeuw afgebroken. Daarvoor in de plaats werden rond 1640 drie huisjes bijgebouwd in de vorm van een nieuw bouwblok ten noorden van de oorspronkelijke rij van vijftien en wel zodanig dat tussen de beide bouwblokken een pleinachtige ruimte ontstond van zo'n vijf meter breed. De toegang vanaf de openbare weg tot de Sionskameren geschiedde door een smal poortje aan de Nieuwegracht; een 19e-eeuws poortje bestaat nog. Terwijl de meeste vrijwoningen in latere perioden werden omgezet in huurwoningen, bleven de Sionskameren als vrijwoningen in beheer.
In 1950 was de staat van de woningen zodanig verslechterd dat de regenten verzochten de kameren van de monumentenlijst af te voeren. Zij voerden daarbij aan dat de 15e-eeuwse kameren van geen architectonische waarde waren en in het stadsbeeld van geen belang. Bovendien betekenden ze een gevaar voor de gezondheid van de bewoners. Een jaar later brak een brand uit die drie kameren ernstig beschadigde. In 1952 zijn de Sionskameren vervolgens van de monumentenlijst afgevoerd, in 1955 onbewoonbaar verklaard en in 1957 verkocht. In 1958 startte de sloop van de Sionskameren ten behoeve van de uitbreiding van een naastgelegen bakkerij. In eerste instantie zijn acht kameren toen gesloopt en het was de bedoeling dat de overige zeven spoedig zouden volgen. In de decennia erop werden de overgebleven kameren (onder meer) gebruikt als bedrijfsopslag en leidden ze een deels vergeten en verder verkrottend bestaan.
In 2010 kochten buren de restanten die onderwijl opnieuw waren aangewezen als monument. Er volgde een ingrijpende restauratie waarna de Sionskameren onder andere een herbestemming kregen als bed and breakfast.